# Raipur
Raipur (hindi रायपुर) è una suddivisione dell'India, classificata come municipal corporation, di 605.131 abitanti, situata nel distretto di Raipur, nello stato federato del Chhattisgarh, di cui è la capitale. In base al numero di abitanti la città rientra nella classe I (da 100.000 persone in su).

## Geografia fisica

### Territorio
La città è situata a 21° 13' 60 N e 81° 37' 60 E e ha un'altitudine di 291 m s.l.m.
Si trova vicino al centro di una vasta pianura, dove vengono coltivate centinaia di varietà di riso. A est della città scorre il fiume Mahanadi, e nella parte meridionale sono presenti delle foreste.

### Clima
Il clima è tiepido d'inverno (10-25 °C) e può superare i 45 °C durante la stagione estiva, quando tutta l'area è caratterizzata da vaste precipitazioni monsoniche.
Precipitazioni medie annue: 1200 mm.

## Società

### Evoluzione demografica
Al censimento del 2001 la popolazione di Raipur assommava a 605.131 persone, delle quali 314.369 maschi e 290.762 femmine. I bambini di età inferiore o uguale ai sei anni assommavano a 79.957, dei quali 41.322 maschi e 38.635 femmine. Infine, coloro che erano in grado di saper almeno leggere e scrivere erano 432.861, dei quali 245.094 maschi e 187.767 femmine.
La sua popolazione è di 700.113 abitanti (area urbana, nel 2006) ed è la cinquantacinquesima città più popolata dell'India (censimento 2001).

## Storia
Fondata da re Rama Chandra Rai negli ultimi anni del XIV secolo, è situata in una pianura coltivata prevalentemente a riso. A est si trova il fiume Mahanadi, a sud iniziano le foreste e le colline del Chhattisgarh centromeridionale.

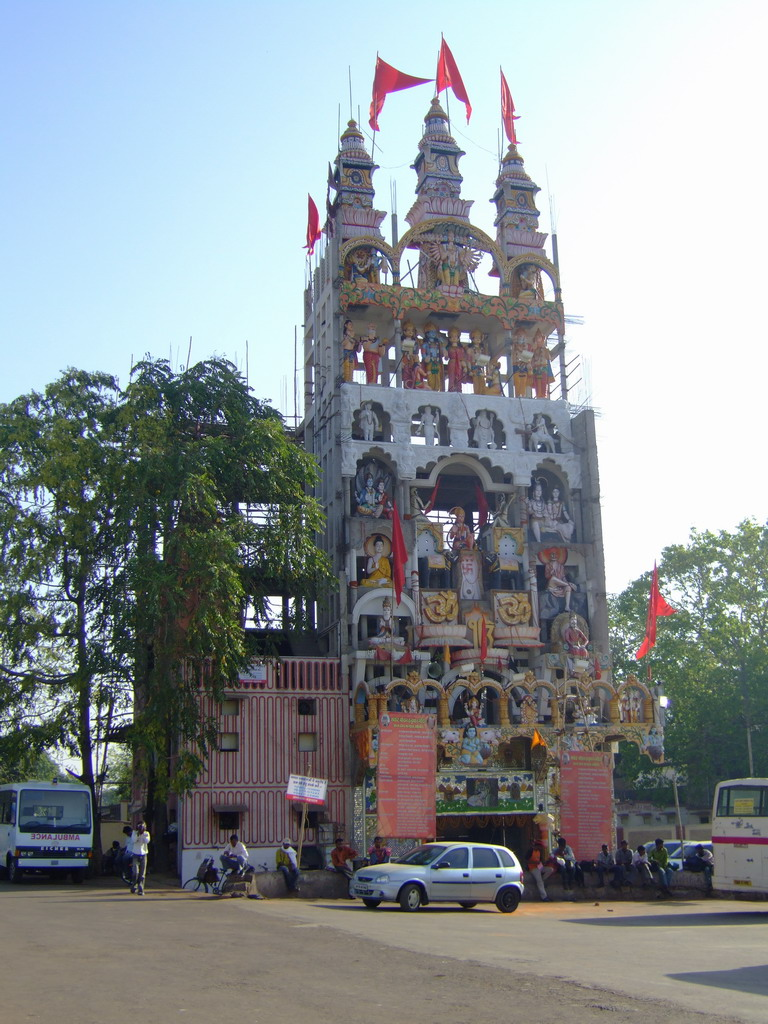
Un tempio indù a Raipur

## Infrastrutture e trasporti
Si trova sulla linea ferroviaria Mumbai-Howrah ed è collegata da un aeroporto alle maggiori città indiane.

## Economia
Da un punto di vista economico la città è da sempre un importante nodo commerciale per la distribuzione in India e all'estero delle risorse naturali di cui è ricco il Chhattisgarh, dalla bauxite al marmo, dal carbone al granito, fino al legno pregiato (tek).
Negli ultimi anni sono sorti nell'area periferica molti nuovi insediamenti industriali, in particolare cementifici.